# Pembina County
Pembina County är ett administrativt område i delstaten North Dakota, USA. År 2010 hade countyt 7 413 invånare. Den administrativa huvudorten (county seat) är Cavalier.

## Geografi
Enligt United States Census Bureau så har countyt en total area på 2 906 km². 2 898 km² av den arean är land och 8 km² är vatten. 

### Angränsande countyn
- Kittson County, Minnesota - öst
- Walsh County - syd
- Cavalier County - väst
- gränsar till Kanada i norr